# Brachypterolus linariae
Brachypterolus linariae är en skalbaggsart som först beskrevs av Stephens 1830.  Brachypterolus linariae ingår i släktet Brachypterolus, och familjen kullerglansbaggar. Arten är reproducerande i Sverige.